# Jaririsme
El jaririsme va ser una efímera escola de jurisprudència islàmica (màdhhab) derivada de l'obra de Muhàmmad ibn Jarir at-Tabarí, erudit bagdadí dels segles IX i X. Si en el sunnisme només han sobreviscut quatre màdhhabs principals, durant els primers segles de l'islam van existir moltes escoles d'interpretació de la llei islàmica que derivaven, en general, de la tasca de juristes destacats.
L'escola jaririta es va destacar per la seva actitud liberal envers el paper de les dones sostenint, per exemple, que podien ser jutges i que podien dirigir els homes en la pregària. Va entrar sovint en conflicte amb l'estricta escola hanbalita d'Àhmad ibn Hanbal.